# Heathers (sèrie de televisió)
Heathers és una sèrie televisiva dels Estats Units de to humorístic ideada per Jason Micallef. Va estrenar-se el dia 25 d'octubre de 2018 al canal Paramount Network. La trama es dedica a explicar una nova versió de la pel·lícula homònina de 1989, seguint la història de Veronica Sawyer i la seva conflictiva relació amb un grup de tres noies de la seva edat, les "Heathers", anomenades així a causa del nom que les tres comparteixen. La sèrie pretén ser una antologia, i cada temporada es desenvolupa en un entorn completament diferent.
La sèrie va ser desenvolupada inicialment per a TV Land, però més endavant va programar-se la seva estrena el març de 2018 a Paramount Network. Arran del tiroteig de Stoneman Douglas High School, relacionat en certa manera amb el tema de la sèrie, Paramount Network va retardar el llançament al juliol de 2018. Malgrat això, la sèrie va eliminar-se l'1 de juny de 2018 per culpa de la preocupació envers la temàtica de la sèrie.
Més endavant aquell any, el 4 d'octubre, va anunciar-se una nova data d'estrena: el 25 de 2018. Es duria a terme durant cinc nits consecutives a Paramount Network.
Per arribar al seu llançament, la cadena va haver d'editar el contingut de la sèrie, que va ser mutilada per diverses bandes, fins al punt que finalment la quantitat d'episodis va quedar reduïda de 10 a 9, i els dos episodis finals originals es van combinar en un.

## Sinopsi
Heathers ens narra la història de la pel·lícula de 1989 amb el mateix nom, modificada perquè succeixi a l'actualitat. Així doncs, aquesta vegada «Veronica Sawyer […] tracta amb un grup de Heathers molt diferent, però igualment perverses».

## Elenc i personatges

### Principals
- Grace Victoria Coix com Veronica Sawyer. Maisie de Krassel interpreta la Veronica jove.
- Melanie Field com Heather Chandler. Emma Shannon interpreta a una jove Heather Chandler.
- James Scully com Jason «JD» Dean. Maverick Thompson interpreta a JD.
- Brendan Scannell com Heather «Heath» Duke. Jack R. Lewis interpreta a Heather Duke.
- Jasmine Mathews com Heather McNamara.

### Recurrents
- Jesse Leigh como Peter Dawson.
- Romel De Silva como Kyle.
- Drew Droege como Maurice Dennis.
- Deanna Cheng como Pauline Fleming.
- Adwin Brown como Seth.
- Annalisa Cochrane como Shelby Dunnstock.
- Brett Cooper como Brianna «Trailer» Parker.
- Cameron Gellman como Kurt Kelly.
- Mandy June Turpin como la Sra. Sawyer
- Allyn Morse como Annie.
- Paige Weldon como Lily.
- Nikki SooHoo como Betty Finn.
- Kurt Fuller como el director Gowan.
- Wallace Langham como el Sr. Sawyer
- Travis Schuldt como el entrenador Cox.
- Selma Blair como Jade Duke.
- Jamie Kaler como Big Bud Dean.
- Rebecca Wisocky como Martha Chandler.
- Karen Maruyama como la Sra. Finn
- Matthew Rocheleau como David Waters.
- Cayden Boyd como Ram Sweeney.
- Sophia Grosso como Driffany Tompkins.
- Joel Spence como la Sra. Chandler
- Christina Burdette como Jesus Julie.
- Jen Zaborowski como la Sra. Zaborowski
- Shannen Doherty como la madre de JD.
- Lilli Birdsell como la Sra. McNamara
- Phil LaMarr como el Sr. McNamara
- Birgundi Baker como Lizzy.
- Vic Chao como el Sr. Finn
- Salma Khan como Amita.
- April Bowlby como Teyna.
- Reece Caddell como Lucy McCord.
- Casey Wilson como Lexi Anne.
- James Kirkland como un DJ en la fiesta de Betty y el baile de graduación.

### Convidats
- Michael D. Roberts como el Capitán Lehman.
- Mo Gaffney como Margie Kane.
- Josh Fadem como Dathan.
- Larry Poindexter como el Sr. Kelly

## Producció

### Desenvolupament
L'agost de l'any 2009 va ser anunciat per Sony Pictures Television que Heathers s'adaptaria com a sèria per finalment ser retransmesa a Fox.
Mark Rizzo seria l'encarregat de la redacció, i Jenny Bicks la coproduirien amb Lakeshore Entertainment.
Es va descriure la sèrie com una versió modernitzada de la pel·lícula original i, per tant, s'esperava que tots els persomatges originals fossin inclosos a l'adaptació.

El 12 de setembre de 2012 va saber-se que Bravo desenvoluparia un reinici de Heathers desvinculat de l'anunci previ de Sony Pictures Television. Així doncs, aquesta vegada la història començaria vint anys després del final de la pel·lícula, moment en què Veronica Sawyer, la protagonista del primer metratge, torna a Sherwood, Ohio, amb la seva filla adolescent, que haurà d'enfrontar-se amb una nova generació de noies dolentes, totes anomenades «Ashley»,filles de les dues Heathers supervivents. Ni Winona Ryder ni Christian Slater van estar vinculades al projecte. No obstant això, a l'agost de 2013, Bravo es va negar a realitzar la sèrie.
Al març de 2016, TV Land va ordenar dur a terme la sèrie com a comèdia negra antològica ambientada a l'actualitat, amb Veronica Sawyer igualment com a protagonista, que haurà d'enfrontar-se amb un grup diferent, però tant cruel com l'original, de Heathers. Aquesta sèrie estarà escrita per Jason Micallef i Tom Rosenberg, i Gary Lucchesi serà productor executiu amb Lakeshore Entertainment. Al gener de 2017, es va ordenar la sèrie de Heathers per TV Land.
El març de 2017, va informar-se que la sèrie es traslladava a Paramount Network.
Malgrat això, l'1 de juny de 2018 va fer-se públic que el canal Paramount Network havia deixat el projecte arrel de preocupacions relacionades amb la temàtica que la sèrie abarca en certs moments, agreujades arran dels tirotejos escolars que havien succeït recentment als Estats Units.
Es va informar que els productors de la sèrie havien iniciat el procés de venta de la sèrie a altres cadenes, i que la redacció per a una segona temporada, la qual es desenvoluparia en un entorn totalment diferent, estava acabant. Per al 16 de juliol de 2018, es va informar que Netflix i Freeform havien rebutjat la sèrie.
Finalment, el 4 d'octubre de 2018, va anunciar-se que Viacom i Paramount Network havien canviat d'opinió respecte la seva decisió envers la sèrie i que, després de diverses edicions i una reducció en el nombre d'episodis (de 10 a 9), la sèrie s'estrenaria a Paramount Network el 25 d'octubre de 2018.

### Disseny
La dissenyadora de vestuari, Aubrey Binzer, va créixer veient la pel·lícula original i «volia retre homenatge als vestits icònics de la pel·lícula sense copiar-los seriosament». Ella descriu quin ús va fer del color per arribar a establir una connexió entre el material de font original i la modernitat de la nova sèrie.

### Càsting
L'octubre de 2016 es va comunicar que s'unirien a l'elenc de personatges principals Grace Victoria Coix i James Scully com a Veronica Sawyer i JD, respectivament. Més endavant el mateix mes, Melanie Field, Brendan Scannell i Jasmine Mathews van unir-se al cast principal com a «Heathers» (Heather Chandler, Heather Duke, i Heather McNamara, seguint aquest mateix ordre). El 22 de novembre de 2016, es va anunciar que el membre original de l'elenc de la pel·lícula, Shannen Doherty havia estat triada per a un personatge clau sense nom en l'episodi pilot de la sèrie. Més tard es va informar que ella apareixeria en tres episodis més de la primera temporada. El 23 de juny de 2017, es va fer públic que Birgundi Baker i Cameron Gellman hi treballarien com a actors habituals, personificant als personatges de Lizzy i Kurt, respectivament. Al mes següent, es va reportar que Selma Blair tindria un paper recurrent interpretant a Jade, la madrastra de Heather Duke.

### Rodatge
El novembre de 2016 va començar a dur-se a terme el pilot de la sèrie, a Los Angeles. El rodatge de la resta de la primera temporada va estar realitzant-se des de la primavera fins a la tardor de 2017 a Chatsworth, Califòrnia. El Ranxo Sant Antoni és una de les ubicacions més utilitzades durant la sèrie, espai on s'ambienta l'institut Westersburg High School de la història.

### Música
Coincidint amb l'estrena de la sèrie als Estats Units, Lakeshore Rècords va publicar dues bandes sonores destinades a la sèrie. El dia 12 d'octubre de 2018, Lakeshore va llençar «Heathers - Original Television Sèries Soundtrack» amb cançons presents a la sèrie representades per artistes com DJ Shadow, Poison, i Peggy Lee. Set dies més tard, exactament el 19 d'octubre de 2018, Lakeshore va treure «Heathers - Original Television Sèries Score» que consisteix en el score original de la sèrie composta per Chris Alan Lee.

#### Llista de cançons
| Núm. | Títol                                                                                 | Durada |
| ---- | ------------------------------------------------------------------------------------- | ------ |
| 1.   | «Heather Chandler Is Looking for You»                                                 |        |
| 2.   | «Viral Casualty»                                                                      |        |
| 3.   | «What the Queef Is This?»                                                             |        |
| 4.   | «American Carousel of Tragedy»                                                        |        |
| 5.   | «Dear Diary»                                                                          |        |
| 6.   | «Discount Hobgoblins»                                                                 |        |
| 7.   | «Heather Is Back»                                                                     |        |
| 8.   | «I Am Suicide»                                                                        |        |
| 9.   | «Jade Can You Not Smoke Your Whore Cigarettes»                                        |        |
| 10.  | «What's Your Damage?»                                                                 |        |
| 11.  | «You Always Had to Be Blue»                                                           |        |
| 12.  | «Butcher's Bridge»                                                                    |        |
| 13.  | «You Have the Political Beliefs of a Dorm Room Poster»                                |        |
| 14.  | «This Is Lizzy OMG U Never Buy Me Anything»                                           |        |
| 15.  | «Total Bootcut Jean»                                                                  |        |
| 16.  | «You're a Dinner Roll. A Side Salad»                                                  |        |
| 17.  | «Heather? We're Okay. Right»                                                          |        |
| 18.  | «It's Always Been Veronica»                                                           |        |
| 19.  | «JD's Alibi»                                                                          |        |
| 20.  | «The Pent Up Rage of an Overachiever»                                                 |        |
| 21.  | «Tag Is for Little Girls, Betty»                                                      |        |
| 22.  | «Dentist Trip»                                                                        |        |
| 23.  | «Moby Dick»                                                                           |        |
| 24.  | «JD vs. Heather C»                                                                    |        |
| 25.  | «JD vs. Veronica»                                                                     |        |
| 26.  | «Kissing Betty»                                                                       |        |
| 27.  | «In the Clear for Now»                                                                |        |
| 28.  | «Heather vs. Heather»                                                                 |        |
| 29.  | «She Needs a Mani not a Pedo»                                                         |        |
| 30.  | «The Royal Murder»                                                                    |        |
| 31.  | «Heaven & Hell»                                                                       |        |
| 32.  | «Oops. 911»                                                                           |        |
| 33.  | «The Devil's Jizz»                                                                    |        |
| 34.  | «Human Red Flag»                                                                      |        |
| 35.  | «Coming for You»                                                                      |        |
| 36.  | «Lemmings Lament» (feat. Melanie Field)                                               |        |
| 37.  | «Heaven Is a Place on Earth» (feat. Brendan Scannell, Melanie Field & Birgundi Baker) |        |

### Màrqueting
El dia 28 d'agost de 2017 es va llançar el teaser trailer de la sèrie. El primer tràiler oficial, en canvi, es va estrenar el 18 de gener de 2018.

## Llançament
La intenció inicial era la d'estrenar la sèrie el 7 de març de 2018. Tot i així, el 28 de febrer d'aquell mateix any es va anunciar que l'estrena s'aplaçaria arrel del tiroteig de Stoneman Douglas High School, que havia succeït feia poc. Paramount Network va emetre una declaració explicant la seva decisió que afirmava: «La sèrie original de Paramount Network Heathers és una comèdia satírica que pren riscos creatius en tractar amb molts dels temes més desafiadors de la societat, des de la identitat personal fins a la raça i l'estatus socioeconòmic fins a la violència amb armes. Encara que recolzem fermament la sèrie, a la llum dels recents esdeveniments tràgics a Florida i per respecte a les víctimes, les seves famílies i éssers estimats, creiem que el correcte és retardar l'estrena enguany». Finalment, ll'1 de maig de l'any 2018, Paramount Network va anunciar que la sèrie s'estrenaria de manera oficial el dia 10 de juliol de 2018.
L'1 de juny de 2018, però, es va comunicar que, sorprenentment, Paramount Network havia abandonat la sèrie, i s'estaven començant processos per vendre-la a altres cadenes. Arran del recolzament a les protestes i campanyes dirigides per estudiants que van sorgir derivades del tiroteig a Stoneman Douglas (que van comptar amb la suspepnsió de la programació a totes les cadenes de televisió durant 17 minuts el 14 de març de 2018), els executius de Viacom es van sentir cada vegada més incòmodes amb l'emissió de la sèrie a causa dels temes tractats, fet que es va agreujar amb l'esdeveniment d'un nou tiroteig a l'escola secundària de Santa Fe el maig de 2018. Keith Coix, amb el càrrec de president de desenvolupament de la cadena, va assenyalar que l'episodi pilot havia estat filmat «abans que canviés el clima», i que «la combinació d'una sèrie sobre una escola secundària amb aquests moments tan foscos no se sentia bé».
Després de molt debat, el 4 d'octubre de 2018, va ser comunicat públicament que la sèrie seria estrenada el 25 d'octubre de 2018 a Paramount Network, i es faria retrasnemtent-la durant cinc nits consecutives. Perquè això pogués dur-se a terme, el contingut de la sèrie va ser editat per la cadena, cosa que va derivar en nombrosos talls o canvis, inclosa l'eliminació d'una escena al final on explota Westerburg High School i també la modificació d'una escena de l'episodi 5 que incloïa un videojoc en primera persona protagonitzat per mestres amb armes. Així doncs, les edicions van resultar en què la quantitat d'episodis es reduís de 10 a 9. Aquests episodis es van publicar a l'aplicació i el lloc web de Paramount Network el 22 d'octubre de 2018. Després de l'estrena de l'episodi final el 29 d'octubre de 2018, Melanie Field i Brendan Scannell van ser convidats en Lip Sync Battle per a un episodi especial sobre Heathers.

### Distribució
Encara que finalment Paramount Network va aconseguir retrasnemtre Heathers, els drets de transmissió internacional de la sèrie ja s'havien venut. Així doncs, se la pot trobar també a HBO Bòsniz
que Paramount Network havia retirat la sèrie de la seva programació, les productores involucrades ja havien venut els drets de transmissió internacionDe fet, l'11 de juliol va començar a transmetre's dues vegades per setmana a HBO Go, a part que una emissió setmanal es retransmetria a partir del setembre a aquests territoris.egades pa Dinamarca, Finlàndia, Noru1ga i Suèciaees guir els tres primers episodis de HBO Go a la mateixa data, amb els episodis restan, tambéts emetent-se el 18 de juliol. A més, els subscriptors de HBO a Portugal, Angola,'p Verd,elumateix diaoçi els capítols que quedaven van emetre's el 18 de juliola sèrie en HBO Go en un fua. Dideiturk va llicenciar la sèrie a Turquia i Xipre per a subscriptors premium amb episodis setmanals que es van llançar el 20 de juliol. A Grècia, OTE va començar a transmetre un episodi per setmana a partir del 15 de juliol. A Islàndia, Siminn, el servei de vídeo a comanda, va començar a transmetre la sèrie el 12 de juliol. A Austràlia, cada episodi de la sèrie es va llançar el 28 de setembre de 2018 en Stan.